# Clinohelea townsendi
Clinohelea townsendi är en tvåvingeart som beskrevs av Lane 1944. Clinohelea townsendi ingår i släktet Clinohelea och familjen svidknott. Inga underarter finns listade i Catalogue of Life.